# Nemegyei Bódog
Nemegyei Bódog (Félix) (Nagyszeben, 1826. január 28. — Charleston, Nyugat-Virginia, 1904. január 24.) magyar honvédőrnagy; az emigrációban gazdag fakereskedő, az Egyesült Államok konzulja Mexikóban Tabasco székhellyel, vállalkozó, üzletember.

## Életútja
Magyar nemesi család gyermeke, apja Nemegyei Pál császári-királyi hadmérnöki őrnagy, anyja Sedlmayer Katalin. Nemegyei Bódog a katonai pályát választotta, a Bécsi Hadmérnöki Akadémián tanult, 1845-ben mérnökkari hadnaggyá avatták, és a komáromi várerődítési igazgatósághoz nyert beosztást. 1848 júliusában főhadnaggyá nevezték ki, és gróf Teleki Ádám tábornok mellé osztották be. Móga Jánosnak, a magyar hadsereg fővezérének vezetése alatt részt vett a szeptember 29-i győztes pákozdi csatában. Október 6-tól vezérkari százados a észak-dunai hadtestben. Kossuth Lajos azzal bízta meg, hogy toborozzon ezredet a Dél-Dunántúlon, ez sikerült is, mintegy 2800 főnyi sereg parancsnoka Dél-Dunántúlon, majd a Bácskában, 1849-től a szegedi hadosztályban. Közben április 17-től május elejéig hadbírósági vizsgálat alatt alatt állt, mivel nem mentette fel Eszék várát. A hadbíróság felmentette Nemegyeit. Nemegyei 1849 április közepétől a 9. hadtest vezérkari főnöke, április 19-én Henryk Dembiński alezredessé léptette elő, de a honvédelmi minisztérium nem hagyta jóvá, (a kinevezést már a sumlai száműzetésből hagyta jóvá Kossuth Lajos.) 1849. július 4-től a közép-tiszai hadsereg karsegéde. 1949 augusztus 9-én a temesvári csatában elszenvedett döntő vereség véget vetett a szabadságharcnak, Nemegyeinek is menekülnie kellett.
Nemegyei a török száműzetésből 1851-ben érkezett meg New Orleansba (Louisiana), ekkor már tartott Kossuth Lajos amerikai körútja. Kossuth 1851. március 26-án érkezett New Orleansba, Louisiana állam déli rabszolgatartó állam lévén a fogadtatás hideg volt. Csak Puneki, Szegedről bevándorolt vendéglős házán lengedezett egy megviselt magyar zászló. Puneki magyaros halászlevet főzött az emigránsoknak, köztük volt Fiala János, Albert Anzelm, László Károly, Hollán Hugó, Baróthy László, Nemegyei Bódog. Március 30-án mondta el Kossuth beszédét a Lafayette téren New Orleans polgársága előtt, mivel botránytól lehetett tartani, a fent említett emigráns magyarok félkörben vették körül Kossuth Lajost, kezüket kardjuk markolatán tartva. Kossuth ösztönösen megtalálta a hangot a polgárokkal, nagy sikere lett itt is, kinek-kinek a kérdésére azon a nyelven válaszolt, amelyik nyelven a kérdés elhangzott (magyar, német, francia, olasz, lengyel nyelv, s az összes hallgatóság kedvére természetesen angol nyelven). A világ egyik legnagyobb szónoka volt Kossuth a magyar szabadságharc idején és az azt követő években.
New Orleansban 1853-ban a sárga láz igen szedte az áldozatait, Nemegyei is nagyon beteg volt Xántus Jánossal és másokkal együtt, a szerencsével határos módon Nemegyei, Xántus és a többi magyar is meggyógyult, Xántus tudomása szerint két magyar emigránst vitt el a sárga láz, Borjáthy Miklóst Biharból, s Pálfy Rudolfot Tatáról.
Nemegyei Bódog Amerikában a gróf Nemegyei Félix (Count Félix de Nemegyei) nevet használta, vállalkozó szellemű ember volt, évtizedekig mahagóni fával kereskedett, a fát Mexikóból szállította Amerikába, az amerikai kormány ezt értékelte, egy időre 1870 körül konzulnak nevezte ki Mexikóba Tabasco székhellyel. Mérnöki képességeit is kamatoztatta, László Károllyal és Szontagh Pállal együtt, állami megbízásából, Mexikóról, s főként a Tehuantepeci-földszorosról és az új mexikói–amerikai határvonalról készített felméréseket és térképeket. Bekapcsolódott a Panama-csatorna terveinek előkészítésébe is, amelyet Türr István kezdeményezett Ferdinand de Lesseps, Gerster Béla társaságában. Az 1850-es évek közepétől mint főmérnök vett részt a Tehuantepeci Vasúti Társaság megbízásából a Mexikó északi részén, az Atlanti- és a Csendes-óceán között épült transzkontinentális vasútvonal megépítésében. Nemegyei ügynöki tevékenységgel is foglalkozott az 1870-es évektől, a nyugat-virginiai Preston megye Franklin nevű településén 1859-ben létesített George Hardman tulajdonában lévő vasolvasztó termékeinek számára próbált piacot szerezni. George Hardman egy idő után nem rendelkezett elegendő tőkével, ezért a vasolvasztót a hozzá tartozó szén-, valamint mészkőbányával együtt 1877-ben megvásárolta Nemegyei, aki a település nevét Irondale-re változtatta.
Nemegyei üzleti vállalkozásainak fénykora az 1870-es évek végére, az 1880-as évek első felére esett, 1878-tól jelentős rekonstrukciót hajtott végre a vasolvasztóban, nyersvas-termelése napi 10 tonnáról 30 tonnára emelkedett, a szállításhoz vasútvonalat is épített az Ohio-baltimore-i vasúti fővonalhoz. Az Irondale helység melletti ásványvizet is hasznosította, palackozó üzemet létesített. A kitermelt szén egy részét is értékesítette, vállalkozása virágkorában mintegy 300 főt foglalkoztatott, végül az 1880-as évek második felében a nagy konkurencia miatt be kellett zárnia a kohót, ettől kezdve Nemegyei Bódog a szénbánya és a palackozó üzem jövedelméből élt, haláláig. Kortársai szerint köztiszteletben álló, katonás kiállású, művelt, több nyelvet beszélő férfi volt.

## Magánélete
Nős ember volt, házasságából két gyermek született, Adele és Béla. Adele örökölte a megmaradt vagyont, a szénbányát és az ásványvíz palackozó üzemet, ez utóbbit eladta, a szénbányát pedig bérbe adta. Béla hírek szerint „elzüllött.”